# Radivoj Korać
Radivoj Korać (in serbo Радивој Кораћ?; Sombor, 5 novembre 1938 – Sarajevo, 2 giugno 1969) è stato un cestista jugoslavo, considerato uno dei migliori giocatori europei nella storia del basket.
Dal 2022 è membro del Naismith Memorial Basketball Hall of Fame.

## Carriera
Korać è nato a Sombor nella provincia serba della Voivodina, e ha cominciato a giocare nello OKK Belgrado a sedici anni. Mancino, ricopriva il ruolo di ala grande. Soprannominato "Žućko" ('Biondino'), è diventato uno dei migliori, se non il migliore, giocatori jugoslavi degli anni sessanta. È stato il capocannoniere del campionato jugoslavo per 7 stagioni, un record ineguagliato. Inoltre nel 1968-69 è stato il miglior marcatore del campionato italiano, segnando 581 punti con la Boario Padova.
Nella stagione 1964-65, in una partita della Coppa dei Campioni di quell'anno tra OKK Belgrado e Alvik Stockholm finita 155-57, Korać segnò 99 punti, record tuttora imbattuto nella massima competizione europea per club. In quell'occasione pare che nessuno si ricordò del record di 100 punti in una sola partita di Chamberlain del 1962, in quanto Korać venne tenuto negli ultimi minuti in panchina e non ebbe la possibilità di batterlo.
In nazionale è entrato nel 1958, vincendo un argento olimpico, due argenti ai mondiali e due argenti ed un bronzo ai campionati europei. Agli europei del 1961, del 1963 e del 1965 vinse il titolo di miglior realizzatore, così come ai Giochi olimpici del 1960.
Ha giocato con lo OKK Beograd, vincendo quattro campionati e due coppe nazionali. Ha giocato anche un anno in Belgio vincendo il campionato ed un anno in Italia a Padova, dove nonostante vinse il titolo di miglior realizzatore con 581 punti, non riuscì a evitare la retrocessione della Boario Padova nella serie inferiore.
Il 2 giugno 1969 è morto in un incidente stradale vicino a Sarajevo.

## Omaggi
Nel 1971, la FIBA ha istituito la Coppa Korać in suo ricordo e la Federazione jugoslava ha deciso che il 2 giugno nessuna partita di basket venisse più giocata. Quando nel 2002 la coppa europea che portava il suo nome è stata soppressa, gli è stata intitolata la Coppa nazionale della Serbia.
Nel 2007 è entrato a far parte della FIBA Hall of Fame.

## Tecnica
Quasi infallibile nei tiri liberi, non li tirava con la tecnica moderna, dall'alto (sopra la testa), ma dal basso tenendo il pallone con entrambe le mani all'altezza delle ginocchia, tecnica tradizionale ormai in disuso che consentiva però una grande precisione.

## Palmarès

### Squadra
- YUBA liga: 4

OKK Belgrado: 1958, 1960, 1963, 1964
- Coppa di Jugoslavia: 1

OKK Belgrado: 1960, 1962
- Campionato belga: 1

Standard Liegi: 1967-68

### Nazionale
- Olimpiadi: argento 1960
- Mondiali: argento 1963, 1967
- Europei: argento 1961, 1965, bronzo 1963

### Individuale
- FIBA World Cup All-Tournament Teams: 1

1967
- Capocannoniere alle olimpiadi di Roma 1960
- Capocannoniere agli europei 1961, 1963 e 1965
- Capocannoniere campionato jugoslavo 1957, 1958, 1960, 1962, 1963, 1964 e 1965
- Nel 1965 ha segnato 99 punti nella partita OKK Belgrado - Alvik Stockholm 155-57
- Capocannoniere del campionato italiano con 581 punti (Boario Padova)